# 山河故人
《山河故人》（英語：Mountains May Depart）是贾樟柯执导的一部中国剧情片，由赵涛、张译、董子健、张艾嘉主演。剧情跨度时间从1999年到2014年延展至2025年，劇情描述一個情感故事。入围第68届戛纳电影节主竞赛单元，成为贾樟柯继2002年《任逍遥》、2008年《二十四城记》以及2013年《天注定》后，第四部入围戛纳主竞赛单元的作品。并入围2015年多伦多影展“特别展映”单元。中国于2015年10月30日公映。

## 剧情
1999年春节的山西汾阳，涛儿在排练当地春节联欢会的舞蹈。涛儿的中学同学晋生、梁子都爱慕涛儿。加油站老板晋生买下了梁子供职的煤矿，并因为梁子不肯主动放弃追求涛儿而解雇了梁子。一次在迪斯科舞厅两人的冲突彻底爆发，梁子拳打了晋生。晋生一度想武力报复甚至杀死梁子，但被涛儿劝阻。涛儿嫁给了煤老板晋生，同样爱着涛儿的梁子远走他乡。
进入2014年，身患肺尘病的矿工梁子携妻带子回到汾阳。40岁的涛儿已经离婚，并是加油站老板。涛儿对梁子施以经济上的援手帮他治病。涛儿的父亲去世，在上海做风险投资的前夫晋生把他们7岁的儿子到乐送回汾阳参加姥爷的葬礼。其间涛儿得知晋生准备把到乐送到澳大利亚留学。
2025年的澳大利亚，到乐在一所中文学校补习汉语，其父亲晋生因为经济罪案在澳大利亚躲避多年。父子俩交流充满隔阂。到乐的老师Mia自香港移民加拿大，并因婚姻失败迁居澳大利亚。Mia和到乐两个渴望感情的人走到一起。对于母亲，到乐印象模糊，只记得她的名字叫：“涛”，波浪的意思。到乐和Mia准备去汾阳探望涛儿，但又踯躅未能成行。在汾阳，涛儿想到1999年春节时跳的舞蹈，在雪地裡一个人舞动起来。

## 角色
- 赵　涛 饰 沈濤
- 张　译 饰 張晉生，老板
- 董子健 饰 張到樂（Dollar），沈濤与張晉生的儿子（成年）
- 张艾嘉 饰 Mia，到樂的中文老师
- 梁景東 飾 梁建軍（梁子），普通矿工
- 劉　陸 飾 梁建軍妻
- 原文倩 飾 三明，梁子的工友，客串

## 製作

### 开发
影片是贾樟柯继《三峡好人》后第二部在中国大陆公映的故事片，而导演上一部作品《天注定》展现了当下的突发暴力事件和极端分子的生活处境，历经多次波折后最终无缘内地影市。而拍完这部片子在贾樟柯开始发现人生的另一面，开始想拍一部“多愁善感”的电影，逐渐觉得时间还是挺厉害的东西，能让一张白纸一样的人，逐渐有了丰富的人生履历。
片名源于十多年前的一个冬天贾樟柯到山里面的亲戚家玩的经历。当天下过雪后营造了一副优美的画面，使得贾樟柯想到了“山河故人”四个字。而英文名《Mountains May Depart》则来源于《圣经》，是摄影帮他取的，原本叫“Mountains May Fall Depart”，后来把Fall去掉。在《山河故人》里，情感跟时间变得非常重要，就像泡茶或者酿酒一样，时间久了，味道也在改变。于是他就把十几年前的老题目拿回来用了。

### 选角
2015年3月10日，导演在微博发布消息，宣布台湾影视演员张艾嘉加盟剧组，片中她将全程用英文演出。本片也成为张艾嘉阔别银幕多年后宣布全面复出的影视作品之一。3月16日，张译被宣布加盟剧组。3月20日，董子健宣布出演影片，他将在片中饰演七岁移民到澳大利亚的青年，全程以英语演出。

### 摄制
2015年2月，影片在澳大利亚开拍，拍摄经历一个半月。
贾樟柯为影片的三个时间段1999年、2014年和2025年分别设计了三种画幅。电影中的1999年采用了DV机的4：3画幅，以凸显时代氛围。而到了2014年的部分，出现了贾樟柯最近几年的纪录片素材，为了忠实于现在的素材，所以采用16:9的画幅。电影最后到未来的2025年，选用了2.35：1的宽画幅。

### 音乐
| 曲別   | 歌名     | 演唱者        | 作詞                                                                  | 作曲                                                                  | 備註                   |
| 主題曲 | 山河故人 | 李宇春        | 陈曦                                                                  | 董冬冬                                                                | 正片中並無出現         |
| 插曲   | 珍重     | 葉蒨文        | 潘偉源                                                                | 王文清                                                                | 電影中沈濤聽的廣東歌   |
| 插曲   | Go West  | Pet Shop Boys | Jacques Morali, Henri Belolo, Victor Willis, Neil Tennant, Chris Lowe | Jacques Morali, Henri Belolo, Victor Willis, Neil Tennant, Chris Lowe | 電影中沈濤起舞的英文歌 |

## 发行
影片已于2015年4月13日顺利通过广电总局审查，将于年内在国内公映。在坎城首映过程中遭遇两次放映故障。

### 评价
电影在坎城首映后，中外媒体的评价出现了严重的两极分化，中国媒体普遍对影片的质量表示失望，外国媒体则大多给出了颇高的评价。
1905电影网影评：“实际上，《山河故人》整部电影讲的都是人类的情感。影片以赵涛的角色为主线，去串起两代人，二十几年的故事。并借助几个角色生活的变化、情感的波折，去阐释一整代人生活的变化。从穷到富、从落后到现代，三个年代的生活越来越好，但快乐却越来越少了。反而变得更空虚与孤独。这无疑也是导演自己对这个世界的质疑。日子越来越好，人为什么反而不快乐了？在贾樟柯导演自己的作品谱系里，《山河故人》并非一部非常突出的作品，它失去了贾樟柯以往作品中的真实与生活化，有些松散，不可捉摸。尤其是第一部分，过于情节剧的套路设定，也多少削弱了整个故事的吸引力。不过，作为一部有着强烈表达欲的电影，《山河故人》仍是非常难得的。尤其是在这个资本至上，娱乐至上的电影世界，我们更需要一些慢下来，试图触碰观众内心的电影。”

### 票房
中国大陆首周3天收1690万人民币列第八位，最终累计2986万。

## 獎項
| 獎項                   | 類別             | 名字         | 結果 |
| ---------------------- | ---------------- | ------------ | ---- |
| 第68屆坎城電影節       | 金棕櫚獎         | 《山河故人》 | 提名 |
| 第52屆金馬獎           | 觀眾票選最佳影片 | 《山河故人》 | 獲獎 |
| 第52屆金馬獎           | 最佳劇情片       | 《山河故人》 | 提名 |
| 第52屆金馬獎           | 最佳導演         | 賈樟柯       | 提名 |
| 第52屆金馬獎           | 最佳女主角       | 趙濤         | 提名 |
| 第52屆金馬獎           | 最佳原著劇本     | 賈樟柯       | 獲獎 |
| 第52屆金馬獎           | 最佳攝影         | 余力為       | 提名 |
| 第52屆金馬獎           | 最佳原創電影音樂 | 半野喜弘     | 提名 |
| 第52屆金馬獎           | 最佳音效         | 張陽         | 提名 |
| 第10届亚洲电影大奖     | 最佳影片         | 《山河故人》 | 提名 |
| 第10届亚洲电影大奖     | 最佳導演         | 賈樟柯       | 提名 |
| 第10届亚洲电影大奖     | 最佳女主角       | 趙濤         | 提名 |
| 第10届亚洲电影大奖     | 最佳编剧         | 賈樟柯       | 獲獎 |
| 第35屆香港電影金像獎   | 最佳兩岸華語電影 | 《山河故人》 | 提名 |
| 第23届北京大学生电影节 | 最佳导演         | 贾樟柯       | 獲獎 |